# Centre national pour la promotion de la transplantation d’organes
Le Centre national pour la promotion de la transplantation d’organes (arabe : المركز الوطني للنهوض بزرع الأعضاء) ou CNPTO est un centre national tunisien fondé en 1998 et affilié au ministère de la Santé.
Il assure la gestion de la liste nationale des patients en attente de greffe, la répartition des greffons, l’élaboration des règles de bonne pratique en matière de prélèvements et de transplantations et l’autorisation des établissements sanitaires à même de réaliser ces pratiques.  L'ensemble du processus, entre le prélèvement et la greffe, est pris en charge gratuitement par l'État tant pour le receveur que pour le donneur ou sa famille.
Il existe six unités habilitées à effectuer des greffes sur le territoire tunisien, réalisant un total de 130 greffes de reins chaque année.
En 2022, 18 opérations de prélèvements multi-organes sont réalisées permettant 33 greffes rénales, dix greffes cardiaques et six greffes hépatiques.
Outre les organes, le CNPTO travaille sur le prélèvement et la conservation de tissus : du tissu osseux provenant de résidus opératoires des têtes fémorales (normalement considérées comme un déchet lors d'opérations du col du fémur) est proposé pour certaines reconstructions orthopédiques. Des pansements pour greffes de cornées sont réalisés à partir de placenta et des essais de prélèvement de valves cardiaques et de fragments artériels sont en cours.